# متحف القهوة في دبي
متحف القهوة في دبي هو متحف يقع في حي الفهيدي التاريخي في مدينة دبي بالإمارات العربية المتحدة، ويركز على تاريخ القهوة وثقافة القهوة وظروف عمل العاملين في مزارع البن.
يُقدم المتحف أيضًا معلومات عن أهمية القهوة في الثقافات المختلفة في جميع أنحاء العالم، بالإضافة إلى التقاليد العربية التي تتعلق بإنتاج وتحضير القهوة كالتحميص والطحن، وتطور الأدوات والأجهزة المستخدمة في إنتاج تحضير القهوة عبر الزمن، والحبوب الصدئة الموجودة في جميع أنحاء العالم.

## الوصف
يحتلّ متحف القهوة في دبي مبنى يتألف من طابقين، بحيث يُعرض في الطابق الأرضي منه تاريخ حبّة البن، ومطاحن القهوة والمحامص والأواني والغلايات والموازين والفرز ومشاعل طحن القهوة ومطاحن القهوة المصنوعة من الحجر الطبيعي والأوعية وتذكارات القهوة الأخرى، كما تُقدم أدوات وأساليب التحميص والتخمير في البلدان المُختلفة، مثل غرفة المجلس المليئة بالسجاد والدلات والوسائد، والتي تمثل النمط الإماراتي التقليدي لاستهلاك القهوة، ويحتوي الطابق الأرضي أيضًا على متجر لبيع أصناف القهوة المختلفة وأدوات تحضيرها. أما الطابق الأول من المبنى فيضمّ قسمًا مخصصًا للأدبيات التي تتعلق بالقهوة يحتوي على مجموعة واسعة من الكتب والخرائط التي تتعلق بالقهوة، والتي يعود تاريخها إلى القرن الثامن عشر إلى جانب مجموعة من الكتب والوثائق حول التاريخ العالمي للبن وعمال مزارع البن. يمكن للزوار التعرف على العملية برمتها، بدءًا من اختيار الحبوب وحتى التحميص، بالإضافة إلى تقنيات التخمير الفريدة لكل ثقافة قهوة.

## معرض الصور

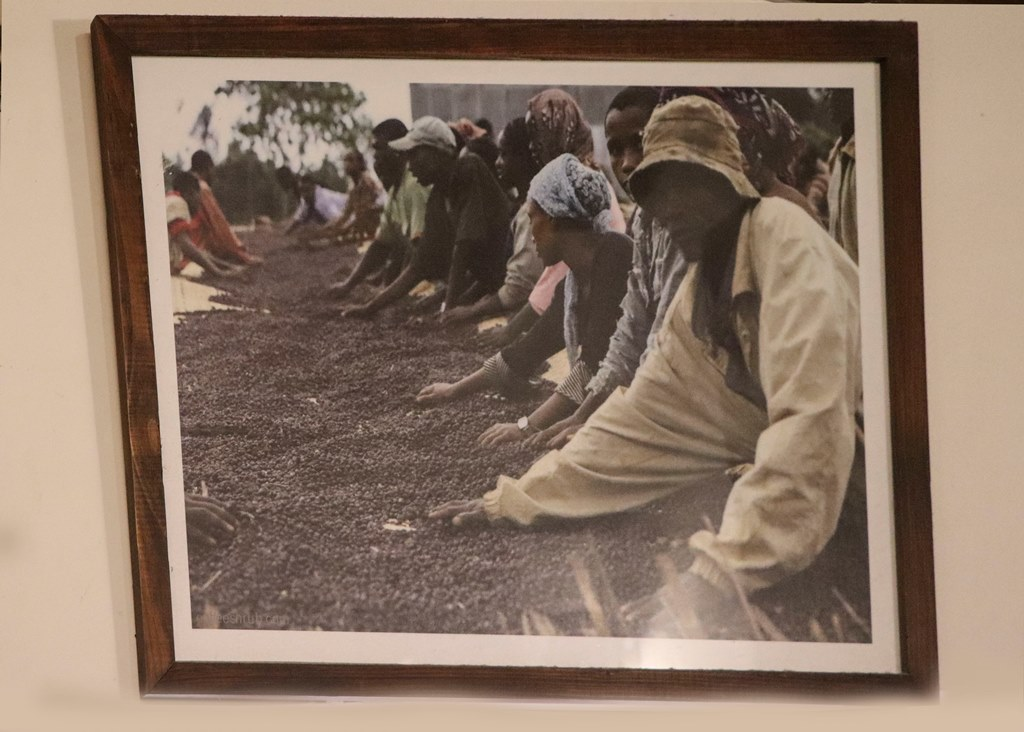
عمال مزارع البن
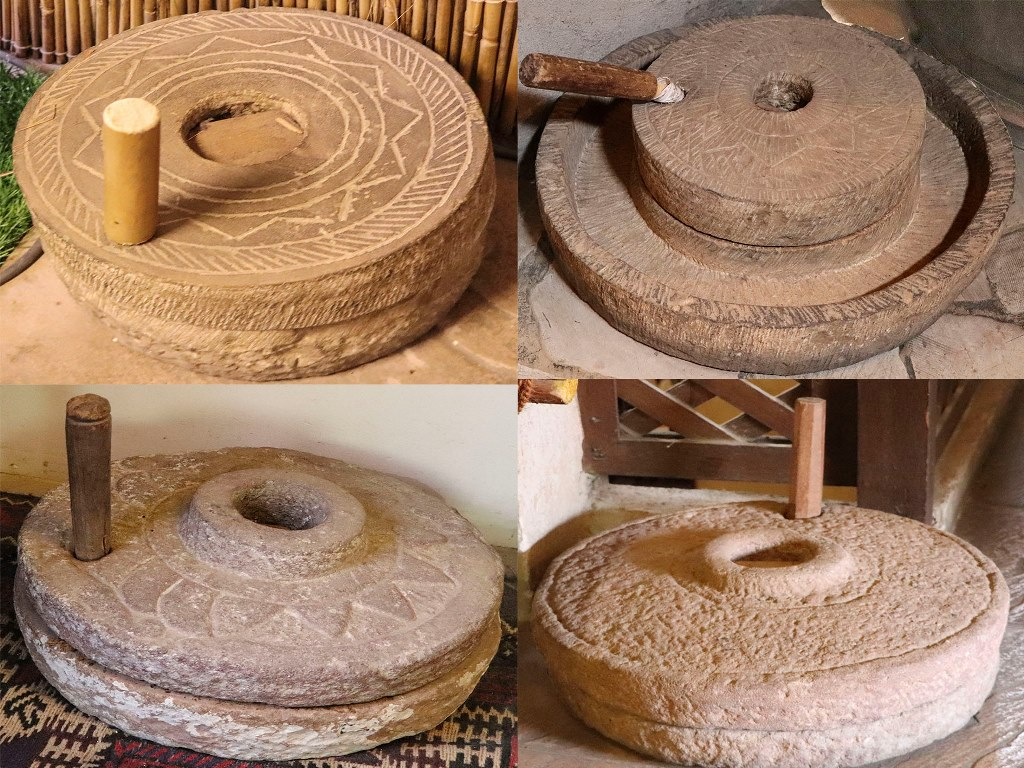
مجموعة من مطاحن القهوة المصنوعة من الحجر الطبيعي
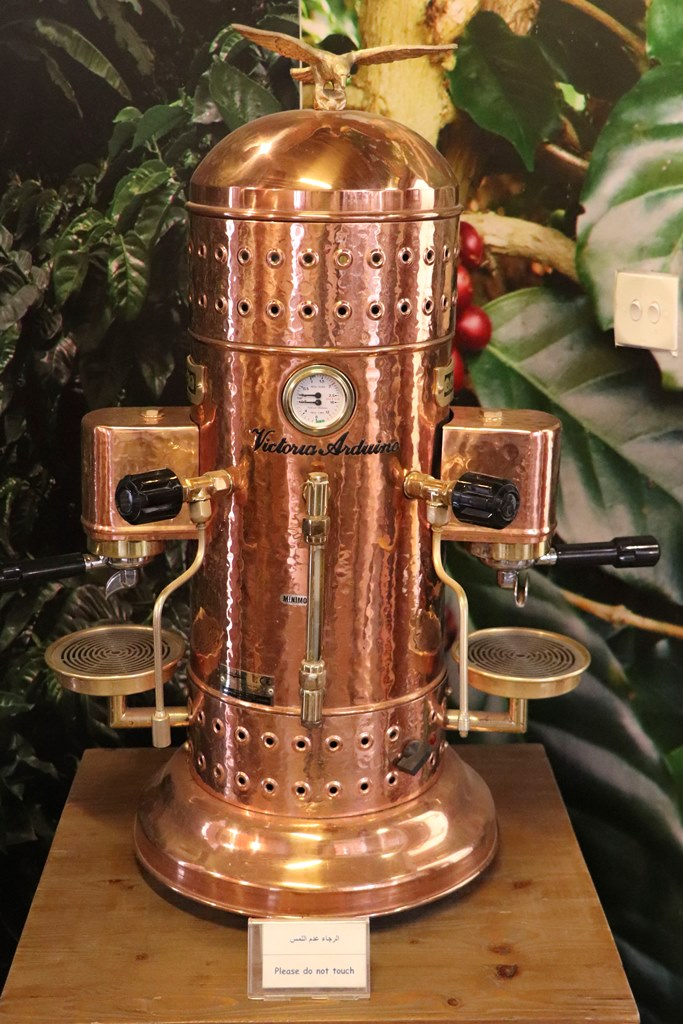
آلة صنع القهوة العتيقة
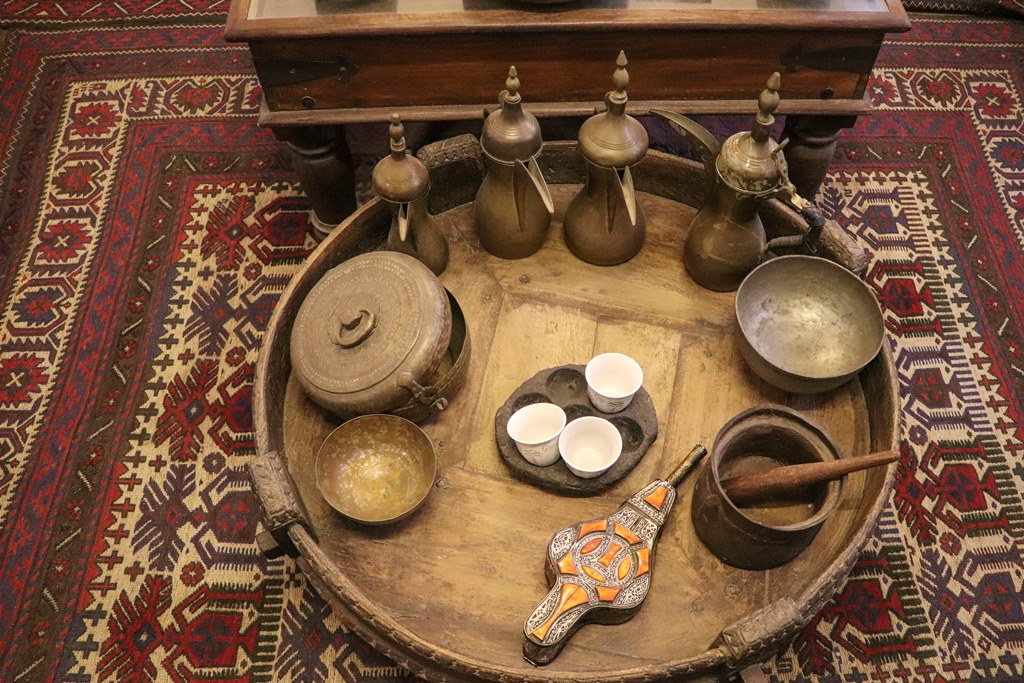
غرفة المجلس